# Massimo D’Alema
Massimo D’Alema (ur. 20 kwietnia 1949 w Rzymie) – włoski polityk, w latach 1998–2000 premier Włoch, były minister spraw zagranicznych i wicepremier, deputowany i parlamentarzysta krajowy.

## Życiorys
Po ukończeniu w 1967 szkoły średniej podjął studia z zakresu filozofii w Scuola Normale di Pisa, których jednak nie ukończył. Zawodowo pracował jako dziennikarz. W latach 90. opublikował kilka książek poświęconych tematyce politycznej.
Działalność polityczną rozpoczął w latach 70. jako sekretarz Federacji Młodzieży Komunistycznej. Od 1981 do 1986 pełnił funkcję sekretarza regionalnego Włoskiej Partii Komunistycznej w Apulii. W drugiej połowie lat 80. był redaktorem naczelnym gazety „L'Unità”, oficjalnego organu komunistów.
Od 1987 do 2004 sprawował mandat posła do Izby Deputowanych X, XI, XII, XIII i XIV kadencji. W 1991 należał do zwolenników powołania na bazie PCI nowego ugrupowania – Demokratycznej Partii Lewicy, został koordynatorem tej formacji. W latach 1992–1994 kierował klubem parlamentarnym PDS, następnie objął stanowisko sekretarza generalnego (przewodniczącego).
Zainicjował powstanie centrolewicowej koalicji pod nazwą Drzewo Oliwne, opowiadał się za odejściem od haseł marksistowskich i głoszeniem programu umiarkowanie socjalistycznych. Nawiązał współpracę z partiami liberalnymi i chadeckimi (w tym Włoską Partią Ludową). W 1998 stanął na czele Demokratów Lewicy, stronnictwa powstałego w oparciu o PDS i małe ugrupowanie lewicowe.
21 października 1998 objął urząd premiera Włoch, zastępując Romana Prodiego i rezygnując w związku z tym z kierowania partią. Stanowisko to zajmował do 25 kwietnia 2000 (kierując formalnie dwoma kolejnymi gabinetami), kiedy to po szeregu konfliktów w koalicji misję utworzenia nowego rządu otrzymał Giuliano Amato.
W 2004 poprowadził lewicę do zwycięstwa w wyborach do Parlamentu Europejskiego, również uzyskując mandat europosła. Dwa lata później powrócił do Izby Deputowanych XV kadencji. W drugim rządzie Romana Prodiego od maja 2006 do maja 2008 pełnił funkcję wicepremiera oraz ministra spraw zagranicznych.
W 2007 przystąpił do nowo powołanej Partii Demokratycznej. W przedterminowych wyborach parlamentarnych w następnym roku został posłem XVI kadencji. Mandat wykonywał do 2013, kiedy to nie ubiegał się o reelekcję. W 2017 poparł ruch polityczny pod nazwą Artykuł 1 – Ruch Demokratyczny i Postępowy, który powstał w wyniku rozłamu w PD.

## Odznaczenia
- Order Wolności (Kosowo, 2004)[2]